# Denílson Martins Nascimento
Denílson Martins Nascimento oder nur Denilson (* 4. September 1976 in Salvador da Bahia) ist ein ehemaliger brasilianischer Fußballspieler.

## Karriere
Zu Beginn seiner Karriere spielte Denilson jeweils ein Jahr beim brasilianischen Amateurklub Camaçari FC, beim niederländischen Erstligisten Feyenoord Rotterdam, beim französischen Erstligisten Paris Saint-Germain und beim portugiesischen Zweitligisten União Lamas.
Anschließend spielte er für drei Jahre bei Al Shabab in den Vereinigten Arabischen Emiraten, bis er 2002 zum Ligakonkurrenten Dubai SC wechselte. Denilson blieb in der Liga und unterschrieb 2004 beim Al-Nasr SC.
Nach einem kurzen Aufenthalt beim mexikanischen Erstligisten Atlas Guadalajara, wechselte er im März 2006 für drei Monate zum südkoreanischen Verein Daejeon Citizen, welcher ihm danach einen Eineinhalb-Jahres-Vertrag anbot, den er auch unterschrieb. Dank seines ungewöhnlichen Torjubels, wobei er einen Slapstick-Gag eines koreanischen Comedian imitierte, wird er in Südkorea sehr beliebt.
Deshalb blieb er im Land und wechselte 2008 zum Konkurrenten Pohang Steelers, wo er seine größten Erfolge feiern konnte. Nachdem er mit seinem Verein 2008 den Korean FA Cup holte, gewann er 2009 den K-League Cup und die AFC Champions League durch einen 2:1-Sieg gegen al-Ittihad. Damit waren die Pohang Steelers an der Teilnahme zur FIFA-Klub-Weltmeisterschaft berechtigte, wo sie den 3. Platz erreichten und Denilson mit 4 Toren Torschützenkönig wurde. Bis heute ist er zusammen mit Lionel Messi Rekordtorschütze der Klub-Weltmeisterschaft. Darüber hinaus wurde Denilson 2009 in die „beste Elf“ der Saison gewählt (K-League Best XI).
Danach machte er nur kurze Zwischenstopps beim usbekischen Verein Bunyodkor Taschkent und bei den brasilianischen Klubs Mogi Mirim EC und Guarani FC, bevor er 2012 wieder zum Dubai SC wechselte. Noch im selben Jahr kehrte er in seine Heimat zurück, wo er bis 2016 bei unterklassigen Klubs unter Vertrag stand. Danach beendete er zunächst seine aktive Laufbahn. 2020 war kurzzeitig nochmals aktiv.

## Erfolge
Paris Saint-Germain
- Französischer Fußballpokal: 1998
- Französischer Ligapokal: 1998

Pohang Steelers
- Korean FA Cup: 2008
- K-League Cup: 2009
- AFC-Champions-League-Sieger: 2009
- FIFA-Klub-Weltmeisterschaft (3. Platz): 2009

## Auszeichnungen
- Torschützenkönig der FIFA-Klub-Weltmeisterschaft: 2009 (4 Tore)
- K-League Best XI: 2009